# Luísa de Hesse-Darmstadt (1761-1829)
Luísa Henriqueta Carolina de Hesse-Darmstadt (em alemão, Luise Henriette Karoline von Hessen-Darmstadt; Darmstadt, 15 de fevereiro de 1761 - Auerbach, 24 de outubro de 1829) foi a esposa do primeiro Grão-Duque de Hesse e Reno, Luís I e a Grã-Duquesa Consorte de Hesse e Reno depois do estado ser elevado a grão-ducado por Napoleão Bonaparte em 1806.

## Família
Luísa era a oitava filha do conde Jorge Guilherme de Hesse-Darmstadt e da princesa Maria Luísa de Leiningen-Falkenburg-Dagsburg. Entre as suas irmãs estava a condessa Frederica de Hesse-Darmstadt, mãe da rainha Luísa da Prússia e da rainha Frederica de Hanôver. Os seus avós paternos eram o conde Luís VIII de Hesse-Darmstadt e a condessa Carlota de Hanau-Lichtenberg. Os seus avós maternos eram o príncipe Cristiano Carlos de Leiningen-Dachsburg-Falkenburg-Heidesheim e a condessa Catarina Polyxena de Solms-Rödelheim.

## Vida
Em 1770, Luísa foi uma das nobres que acompanhou a rainha Maria Antonieta na sua viagem até França para se casar com futuro rei Luís XVI de França e as duas trocaram correspondência até 1792.
A partir de 1783, Luísa começou a passar os meses de verão no Park Fürstenlager, onde morreu em 1829. Enquanto estava nesta cidade, a grã-duquesa ajudava financeiramente a população da cidade de Auerbach e foi descrita como amável e adorada pela nação. Johann Wolfgang von Goethe esteve presente na sua corte e Friedrich Schiller leu passagens do seu "Don Carlos" no seu salão. Diz-se que Napoleão Bonaparte, que considerava Luísa uma das mulheres mais bonitas e inteligentes da época, lhe prometeu um reino.

## Casamento e descendência
Luísa casou-se no dia 19 de fevereiro de 1777 com o seu primo, o príncipe-herdeiro Luís de Hesse-Darmstadt que viria a governar o Estado como conde Luís X entre 1790 e 1806 e, a partir daí até à sua morte, como grão-duque Luís I de Hesse e do Reno.
Juntos tiveram seis filhos:
- Luís II de Hesse-Darmstadt (26 de dezembro de 1777 – 16 de junho de 1848), casado com a princesa Guilhermina de Baden; com descendência;
- Luísa Carolina de Hesse-Darmstadt (16 de janeiro de 1779 – 18 de abril de 1811), casada com Luís de Anhalt-Köthen; com descendência;
- Jorge de Hesse-Darmstadt (31 de agosto de 1780 – 17 de abril de 1856), casado com Caroline Török de Szendrö; com descendência;
- Frederico de Hesse-Darmstadt (14 de maio de 1788 – 16 de março de 1867), sem descendência;
- Emílio de Hesse-Darmstadt (3 de setembro de 1790 – 30 de abril de 1856); sem descendência;
- Gustavo de Hesse-Darmstadt (18 de dezembro de 1791 – 30 de janeiro de 1806), morreu aos quinze anos de idade; sem descendência.